# Stenelmis exilis
Stenelmis exilis là một loài bọ cánh cứng trong họ Elmidae. Loài này được Sanderson miêu tả khoa học năm 1938.